# Římskokatolická farnost Opočno
Římskokatolická farnost Opočno (lat. Oppotschna) je církevní správní jednotka sdružující římské katolíky na území obce Opočno a v jejím okolí. Organizačně spadá do lounského vikariátu, který je jedním z 10 vikariátů litoměřické diecéze. Centrem farnosti je kostel Nanebevzetí Panny Marie v Opočně.

## Historie farnosti
Od roku 1361 je v místě doložená plebánie. Matriky jsou vedeny od roku 1690.

### Duchovní správcové vedoucí farnost
Začátek působnosti jmenovaného v duchovní správě farnosti od:
- 1629 Henricus Schoeller OESA
- 1630 Ioannes Stattmühler
- 1635 Ioannes Ferrarius
- 1641 Franciscus Wakasius
- 1649-53 Stephanus Comete
- 1656 Ioannes Neumann
- 1657 Maximilianus Hofmann
- 1660 Mathias Hauptmann
- 1661 Georgius Grab
- 1665 Andreas Strake
- 1678 Christianus Fleisner
- 1683 W. Benedictus Schvende
- 1705 Mat. Lenk
- 1724 Ludovicus Graß
- 1757 Ioannes Ferdinandus Gallina
- 1774 Josephus Naxer
- 1775 Barthol. Pillat
- 1795 Anton. Richter, † 20. 4. 1805
- 1805 Ioann. Puba, † 6. 6. 1820
- 1820 Joann. Marschalek, n. 15. 1. 1767 Bensen, o. 16. 12. 1790, † 13. 5. 1836
- 1836 Ign. Neczas, n. 29. 3. 1788 Saubernitz, o. 26. 9. 1811, † 26. 5. 1862
- 1862 Franc. Fuchs, n. 2. 1. 1802 Suttic. o. 24. 8. 1828, † 31. 12. 1865
- 1866 Vinc. Sigmund, n. 29. 10. 1804 Rovensko, o. 5. 8. 1831, † 10. 9. 1874
- 1874 par. vacat, admin. int. Jos. Jireš
- 1876 Franc. Xav. Hampejs, n. 2. 12. 1810 Slana, o. 3. 8. 1834,
- 1879 par. vacat, admin. int. Jos. Jireš
- 1880 Josef Říha, n. 3. 2. 1830 Počedělic., o, 25. 7. 1857, † 23. 5. 1918
- 1918 par. vacat, admin. interc. Jos. Švorc
- 1919 Josef Sobotka, n. 2. 5. 1873 Ml. Boleslav, o. 27. 10. 1895
- 1939 par. vacat, admin. interc. Adolph. Žák
- 1. 7. 1940 Adolph. Žák, n. 7. 5. 1885 Lažinov, o. 17. 7. 1910, † 2. 3. 1949
- 1. 4. 1949 Tomáš Holoubek
- 27. 8. 1953 František Malý
- 1. 6. 1985 Rudolf Dušek, admin. exc. z Loun
- 1. 9. 1992 Werner Horák, admin. exc. z Loun
- 1. 1. 2020 Vít Machek, admin. exc. z Loun
- 15. 3. 2023 Lukáš Hrabánek, admin. exc. z Loun
- 1. 10. 2023 Wojciech Szostek, admin. exc. z Loun[3]

Kromě kněží stojících v čele farnosti, působili ve farnosti v průběhu její historie i jiní kněží. Většinou pracovali jako farní vikáři, kaplani, katecheté, výpomocní duchovní aj.

## Území farnosti
Do farnosti náleží území obce:
- Hořany (Horschan[4])[p 2]
- Jimlín (Imling[4])[p 2]
- Lipenec (Lipenz,[2] Lippenz[4])[p 2]
- Lipno (Grosslippen)[p 2]
- Nový hrad
- Opočno (Opotschna[4])[p 2]
- Touchovice (Tauchowitz[4])[p 2]
- Zbrašín (Sbraschin[4])[p 2]
- Zeměchy (Semiech[4])[p 2]

## Římskokatolické sakrální stavby na území farnosti
| | Fotografie | Stavba                         | Místo      | Bohoslužby                      | Zeměpisné souřadnice             | Status            | Číslo kulturní památky           |
| Kostely | Kostely    | Kostely                        | Kostely    | Kostely                         | Kostely                          | Kostely           | Kostely                          |
| --- | ---------- | ------------------------------ | ---------- | ------------------------------- | -------------------------------- | ----------------- | -------------------------------- |
| 1. |            | Kostel Nanebevzetí Panny Marie | Opočno     | bližší informace o bohoslužbách | 50°18′40″ s. š., 13°44′7″ v. d.  | farní kostel      | 42888/5-1161 (Pk•MIS•Sez•Obr•WD) |
| 2. |            | Kostel sv. Václava             | Lipenec    | bližší informace o bohoslužbách | 50°18′58″ s. š., 13°42′6″ v. d.  | filiální kostel   | 42601/5-1257 (Pk•MIS•Sez•Obr•WD) |
| Oratorium |            |                                |            |                                 |                                  |                   |                                  |
| 3. |            | Kaple sv. Josefa               | Nový Hrad  | bližší informace o bohoslužbách | 50°19′11″ s. š., 13°44′57″ v. d. | zámecké oratorium | 42390/5-1155 (Pk•MIS•Sez•Obr•WD) |
| Kaple |            |                                |            |                                 |                                  |                   |                                  |
| 4. |            | Kaple Navštívení Panny Marie   | Hořany     | bohoslužby příležitostně        | 50°17′35″ s. š., 13°44′56″ v. d. | kaple             | —                                |
| 5. |            | Kaple                          | Jimlín     | bohoslužby příležitostně        |                                  | kaple             | —                                |
| 6. |            | Kaple                          | Lipno      | bohoslužby příležitostně        |                                  | kaple             | —                                |
| 7. |            | Kaple                          | Touchovice | bohoslužby příležitostně        | 50°18′11″ s. š., 13°43′51″ v. d. | kaple             | 42659/5-1451 (Pk•MIS•Sez•Obr•WD) |
| Některé drobné sakrální stavby a pamětihodnosti lze dohledat zde v databázi Drobné sakrální památky Zaniklé sakrální stavby lze dohledat zde v databázi Poškozené a zničené kostely, kaple a synagogy v České republice |            |                                |            |                                 |                                  |                   |                                  |

Ve farnosti se mohou nacházet i další drobné sakrální stavby, místa římskokatolického kultu a pamětihodnosti, které neobsahuje tato tabulka.

## Příslušnost k farnímu obvodu
Z důvodu efektivity duchovní správy byl vytvořen farní obvod (kolatura) farnosti – děkanství Louny, jehož součástí je i farnost Opočno, která je tak spravována excurrendo.

## Galerie

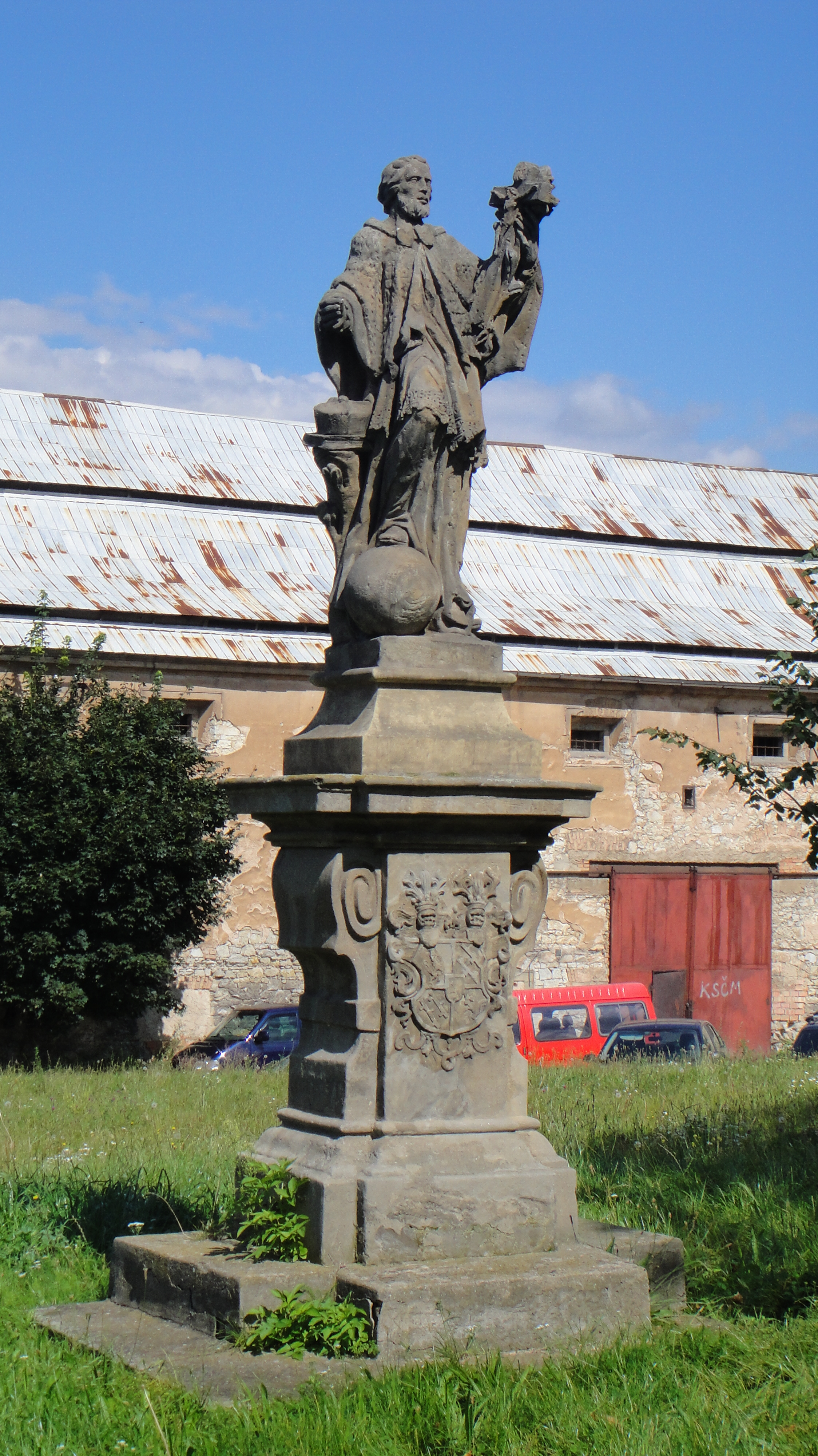
Socha sv. Jana Nepomuckého v areálu zámku Nový Hrad